# Stuart Anderson (homme politique)
Pour les articles homonymes, voir Stuart Anderson et Anderson.
Stuart Paul Anderson, né le 17 juillet 1976 à Hereford est un homme politique du Parti conservateur qui est député pour Wolverhampton Sud-Ouest depuis 2019.

## Jeunesse
Le père d'Anderson est dans le Special Air Service (SAS) mais est décédé d'une crise cardiaque quand il est jeune. Sa mère travaille comme infirmière.
Anderson rejoint l'armée après avoir quitté l'école et est touché au pied par un ami lors d'un exercice d'entraînement à l'âge de 17 ans. Il sert en Irlande du Nord, Bosnie et Kosovo. À un moment donné, Anderson tente la sélection SAS, mais échoue.

## Carrière commerciale
Après avoir quitté l'armée à l'âge de 25 ans, Anderson travaille dans la protection rapprochée de clients de premier plan au Royaume-Uni, en Afrique et au Moyen-Orient, dont le Premier ministre qatari Abdallah ben Khalifa Al Thani. Il travaille dans plus de 50 pays et dirige la sécurité des responsables du gouvernement fédéral américain à Bagdad lors de l'invasion de l'Irak en 2003.
En 2005, Anderson cofonde Anubis Associates dans le Herefordshire,. L'entreprise propose des formations en protection rapprochée pour les personnalités d'entreprise et des services de conseil pour les groupes pétrochimiques, les institutions financières et les stades. Pendant six ans pendant la guerre contre le terrorisme, Anubis a un contrat gouvernemental "assez sensible" pour fournir une formation à Five Eyes.
Anubis Associates fait faillite en 2012, ce qu'Anderson attribue à la fin de la guerre contre le terrorisme. Il se décrit comme étant passé du statut de "millionnaire de papier" à celui de bénéficiaire de colis alimentaires en un mois. Au moment de son effondrement, Anubis Associates devait 271 000 £ d'impôts impayés. Les administrateurs ont noté qu'Anderson, un directeur et actionnaire principal, avait reçu 54 000 £ de dividendes illégaux « sur la base de bénéfices prévus pour une période future » qui ne se sont jamais matérialisés. Condamné à rembourser intégralement l'argent, Anderson n'a offert que 2 000 £, arguant qu'il pourrait sinon faire faillite personnellement.
Moins d'une semaine après l'effondrement de sa précédente entreprise, Anderson fonde une autre start-up basée sur la sécurité personnelle, eTravelSafety, dont il est PDG au moment des élections générales de 2019 au Royaume-Uni.
Selon l'inscription d'Anderson au registre des intérêts financiers des membres, le 27 février 2020, sa participation dans eTravelSafety ne dépasse pas 15 % et, le 18 mai 2020, ses participations ne sont plus évaluées à plus de 70 000 £ .

## Carrière politique
Anderson affirme qu'il n'a aucune connaissance ou intérêt pour la politique au cours de sa carrière militaire. Par exemple, au moment où il s'est rendu en Irlande du Nord, il dit qu'il n'avait aucune connaissance du contexte du Conflit nord-irlandais. Il rejoint le Parti conservateur en 2016 .
Anderson est élu au conseil du Herefordshire lors d'une élection partielle en octobre 2017 et ne s'est pas représenté en mai 2019.
Anderson est sélectionné comme candidat parlementaire potentiel du Parti conservateur pour Wolverhampton Sud-Ouest en décembre 2018  et s'y installe. Il remporte le siège par 1 661 voix de majorité. Après les élections, il est nommé par The Guardian comme l'un des sept nouveaux députés conservateurs "les plus controversés", en raison de la réception d'un dividende illégal en tant qu'administrateur d'une société aujourd'hui disparue.
Au cours de la campagne électorale générale de 2019, Anderson promet à plusieurs reprises son soutien à l'accord de retrait du Brexit de Boris Johnson et déclare qu'il soutiendrait un Brexit sans accord si le projet de loi sur l'accord de retrait de Johnson n'était pas adopté.

## Vie privée
Anderson est marié et a cinq enfants.
Dans son premier discours, Anderson parle de son expérience d'Idée suicidaire et d'alcoolisme après sa carrière militaire, et comment cela l'a conduit à trouver la religion. Anderson est membre de la controversée Freedom Church évangélique.